# Funahashi
Funahashi (jap. 舟橋村 Funahashi-mura) – wieś w Japonii, na wyspie Honsiu, w prefekturze Toyama. Według danych na rok 2020 miejscowość zamieszkiwało 3 132 mieszkańców , a gęstość zaludnienia wyniosła 109,9 os./km².